# Dommeln

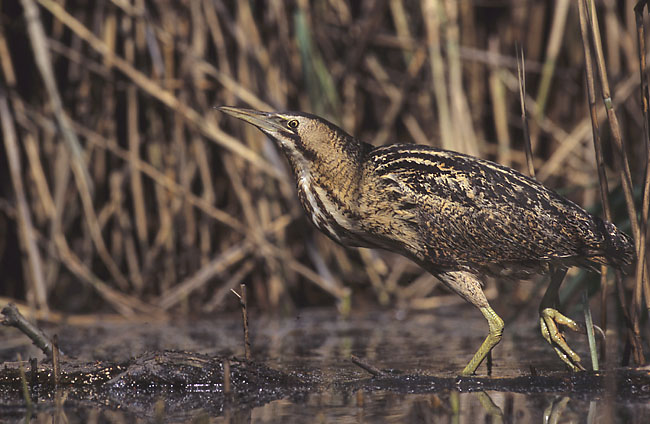
Rohrdommel

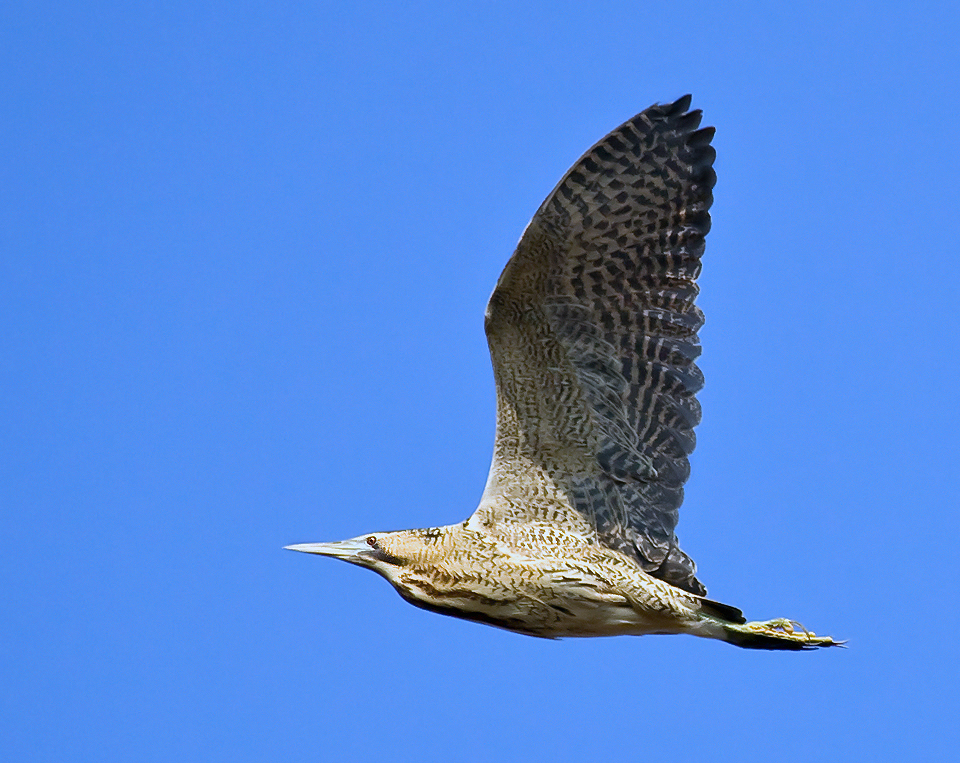
Fliegende Rohrdommel

Die Dommeln (Botaurus, Synonym: Ixobrychus) sind eine Gattung der Reiher. Sie kommen mit 14 Arten fast weltweit vor.

## Merkmale
Alle Arten sind von gedrungener Gestalt mit kurzem, dickem Hals und kurzen Beinen und einem relativ kurzen, kräftigen grün-gelben bis bräunlichen Schnabel. Das Gefieder ist fein schwarz, gelbbraun und weiß gestreift. Kinn und Kehle sind bei allen Arten auffällig heller als das übrige Gefieder. Die Brust weist bei allen Arten bräunliche Längsstreifen auf. Die Beine sind olivgrün bis bräunlich. Die Iris sind gelblich.
In der Gefiederfärbung weisen Dommeln keinen auffälligen Geschlechtsdimorphismus auf. Die Weibchen sind allerdings häufig etwas weniger kontrastreich als die Männchen gezeichnet. Einen auffälligen Geschlechtsdimorphismus gibt es allerdings zumindest bei der Rohrdommel und der Australischen Rohrdommel, da die Männchen erheblich größer und schwerer als die Weibchen sind. Bei der eurasischen Rohrdommel wiegen Weibchen zwischen 817 und 1.150, die Männchen zwischen 966 und 1940 Gramm.
Das Aussehen und Verhalten aller Dommelarten ist relativ unauffällig. Aus diesem Grund sind viele Details ihrer Brutbiologie und ihres Nahrungsspektrums bislang nicht abschließend untersucht. Mit ihrem in warmen Brauntönen gehaltenen, stark gescheckten Federkleid sind sie im Schilf und Ried gut getarnt. Das Federkleid aller Arten imitiert ein Muster aus Licht und Schatten, das die Konturen des Vogels auflöst. Diese Form der Tarnung wird als Somatolyse bezeichnet. Werden sie gestört, nehmen sie eine charakteristische Körperhaltung ein, bei dem der Schnabel steil nach oben gerichtet ist. Zumindest für die Rohrdommel ist belegt, dass sie sich mit dem umgebenden Schilf im Wind wiegt. Ihre Längsstreifen wirken dann wie einzelne Halme.

## Verbreitungsgebiet, Bestand und Lebensraum
Das Verbreitungsgebiet der Dommeln sind Nord- und Südamerika, Eurasien, Afrika sowie Australien und Neuseeland. In Nordamerika kommen zwei Arten vor, da sich das Verbreitungsgebiet der Südamerikanischen Rohrdommel vom Süden Mexikos bis in den Norden Argentiniens hinzieht. Das Verbreitungsgebiet der auch in Mitteleuropa vorkommenden Rohrdommel erstreckt sich von Großbritannien bis nach Japan. Eine Unterart brütet in den Provinzen Natal und Transval in Südafrika. Die Australische Rohrdommel kommt im äußersten Südwesten und Südosten Australiens, Tasmaniens sowie auf Neuseeland vor. Sie ist die seltenste Art der Gattung; ihr Bestand wird auf weniger als 2.500 Vögel geschätzt und die IUCN listet sie als stark gefährdet (endangered).
Die Bestände der Dommeln sind weltweit rückläufig. Sie sind auf große Schilfgürtel angewiesen, die bei Trockenlegungen oder der Umwandlung von Feuchtgebieten in Agrarland verloren gehen. Auch die nicht bedrohten Dommelarten sind in ihrem Verbreitungsgebiet nirgendwo häufig.

## Lebensweise
Dommeln fressen Fische, Frösche, Amphibien und Reptilien, kleine Säuger, Vögel und Insekten. Sie suchen ihre Nahrung meist in der Dämmerung in der Deckung der dichten Schilfgürtel und sind in der Lage, sehr geschickt durch die Schilfhalme zu klettern. Bei der Nahrungssuche bewegen sie sich sehr langsam. Charakteristisch für ihre Fortbewegungsweise ist, dass sie die Füße beim langsamen Fortschreiten sehr nahe an den Körper heranziehen.

## Arten
Die folgenden Arten werden zur Gattung der Dommeln gezählt:
- Zimtdommel, Botaurus cinnamomeus
- Schwarzmanteldommel, Botaurus dubius
- Mandschurendommel, Botaurus eurhythmus
- Amerikanische Zwergdommel, Botaurus exilis
- Schwarzdommel, Botaurus flavicollis
- Streifendommel, Botaurus involucris
- Nordamerikanische Rohrdommel, Botaurus lentiginosus
- Zwergdommel, Botaurus minutus
- † Schwarzrücken-Zwergdommel, Botaurus novaezelandiae
- Südamerikanische Rohrdommel, Botaurus pinnatus
- Australische Rohrdommel, Botaurus poiciloptilus
- Chinadommel, Botaurus sinensis
- Rohrdommel, Botaurus stellaris
- Graurückendommel, Botaurus sturmii

Die Gattungsbezeichnung Ixobrychus (Zwergdommeln) gilt heute als Synonym von Botaurus.

## Einzelbelege
1. ↑   Kushlan et al., S. 296
2. ↑  Christopher McGowan: The Raptor and the Lamb – Predators and Prey in the Living World. Penguin Books, London 1998, S. 100, 101, ISBN 0-14-027264-X
3. ↑  Factsheet Botaurus poiciloptilus auf BirdLife International
4. 1 2  IOC World Bird List: Ibis, spoonbills, herons, hamerkop, shoebill, pelicans